# Richard Swan
Richard Gordon Swan (Nova Iorque, 21 de dezembro de 1933) é um matemático estadunidense.
Seu trabalho é principalmente sobre a K-Teoria. É conhecido pelo teorema de Serre–Swan. 

## Obras
- The theory of sheaves. University of Chicago Press 1964.
- Algebraic {\displaystyle K}-Theory. Lecture Notes in Mathematics, Springer 1968.
- Vector bundles and projective modules. Trans. Amer. Math. Society, Volume 105, 1962, páginas 264-277.